# Leucoedemia ingens
Leucoedemia ingens is een vlinder uit de familie ooglapmotten (Bucculatricidae). De wetenschappelijke naam is voor het eerst geldig gepubliceerd in 1984 door Scoble & Scholtz.
De soort komt voor in tropisch Afrika.